# ورزشگاه ژاستار
ورزشگاه ژاستار (به قزاقی: Zhastar Stadium) یک ورزشگاه در قزاقستان است که در شهر آق‌تاو واقع شده‌است.